# О’Коннор, Хейзел
Хейзел О’Коннор (англ. Hazel O’Connor, род. 16 мая 1955, Ковентри, Англия) — британская певица, автор песен и актриса, широкую известность получившая в 1980 году благодаря фильму «Breaking Glass», в котором сыграла роль Кейт. Одноимённый саундтрек стал британским хитом (1980, #5 UK) и дал импульс музыкальной карьере актрисы.. Наивысших успехов в британских чартах О’Коннор добивалась с синглами: «Eighth Day» (1980, #5 UK Singles Chart), «D-Days» (1981, #10 UK) и «Will You» (1981, #8 UK).
При том, что О’Коннор считалась певицей новой волны и её имя одно время ассоциировалось с панк-сценой (во многом благодаря отношениям с Хью Корнуэллом, фронтменом The Stranglers), основными темами её песенного творчества всегда оставалась судьба одинокого человека в мире массмедиа; стрессы и трагедии, связанные с разнообразными трудностями публичной жизни актрисы.

## Биография
Хейзел О’Коннор родилась в 1955 году в семье солдата. 
В 1987 году вышла замуж за художника Курта Бипперта, но их брак закончился разводом.
О’Коннор является вегетарианкой. 

## Дискография

### Альбомы
- Breaking Glass (1980, #5 UK)
- Sons And Lovers (1980)
- Cover Plus (1981) #32 UK
- Smile (1984)
- Greatest Hits (1984)
- Alive And Kicking In L.A. (1990)
- To Be Freed (1993)
- Over The Moon…Live (1993)
- Private Wars (1995)
- Live In Berlin (1997)
- 5 In The Morning (1998)
- Beyond the Breaking Glass (2000)
- L.A. Confidential — Live (2000)
- Acoustically Yours (2002)
- Ignite (2002)
- A Singular Collection — The Best Of Hazel O’Connor (2003)
- Hidden Heart (2005)
- Fighting Back — Live in Brighton (2005)
- Smile 2008 (2008)[1]

### Синглы
- «Eighth Day» (1980) #5 UK Singles Chart
- «Give Me an Inch» (1980) #41 UK Singles Chart
- «D-Days» (1981) #10 UK Singles Chart
- «Will You» (1981) #8 UK Singles Chart
- «Zoo» (1981) (Germany Only)
- «Do What Do You/Waiting» (1981) (Not UK)
- «(Cover Plus) We’re All Grown Up» (1981) #41 UK Singles Chart
- «Hanging Around» (1981) #45 UK Singles Chart
- «Calls the Tune» (1982) #60 UK Singles Chart
- «Men of Good Fortune» (1982) (Not UK)
- «That’s Life» (1982)
- «Don’t Touch Me» (1984)
- «Just Good Friends» (1984)
- «Tell Me a Story Now/The Man I Love» (1984)
- «Cuts Too Deep» (1984)
- «Stranger in a Strange Land» (1985)
- «Why Don’t You Answer» (1985)
- «Push and Shove» (с Крисом Томпсоном]) (1985)
- «Fighting Back» (1986)
- «Today Could Be So Good» (1986)
- «We Tried Boy (Didn’t We?)» (1986)
- «And I Dream» (с Дэвидом Истером) (1987)
- «Heat of the Night» (1990)
- «My Friend Jack» (1993)
- «Tell Me Why» (1993)
- «Na, Na, Na» (1998)
- «One More Try» (2004)
- «I’ll See You Again/Hidden» (2005 — c Мойей Бреннан)
- Smile 2008 (2008)[7]

## Фильмография
- 1975 — / Girls Come First
- 1976 — / Double Exposure
- 1980 — Битое стекло
- 1985 — / Car Trouble
- 1996—2009 — / Never Mind the Buzzcocks (телесериал)
- 1981—1984 — / Pop Quiz (телесериал)
- 1989—1990 — / Alive and Kicking in L.A. Rockumentory